# 21519 Josephhenry
21519 Josephhenry este un asteroid din centura principală de asteroizi.

## Descriere
21519 Josephhenry este un asteroid din centura principală de asteroizi. A fost descoperit pe 23 mai 1998 la Socorro, New Mexico, în cadrul proiectului LINEAR. Asteroidul prezintă o orbită caracterizată de o semiaxă mare de 2,40 ua, o excentricitate de 0,12 și o înclinație de 14,0° în raport cu ecliptica.